# Recurt
Recurt település Franciaországban, Hautes-Pyrénées megyében. Lakosainak száma 203 fő (2022. január 1.). Recurt Sabarros, Caubous, Clarens, Galan, Galez, Gaussan, Laran, Monlong és Tajan községekkel határos.

## Népesség
A település népessége az elmúlt években az alábbi módon változott:
| Lakosok száma | 179  | 194  | 210  | 204  | 221  | 223  | 217  | 210  | 203  |
|               | 2013 | 2015 | 2016 | 2017 | 2018 | 2019 | 2020 | 2021 | 2022 |